# 군수의관
군수의관(軍獸醫官)은 군대에서 운용되는 가축인 군용견과 군마의 진료를 담당하고 군대에 납품되는 유제품이나 축산물의 위생상태를 검사하고 점검하는 장교이다.
군수의사(獸醫師),수의장교(獸醫將校)라고도 부르거나 약어로 수의관(獸醫官)이라고 부르는 일이 많다.
특수사관에 해당하며 주로 수의과대학을 졸업후 수의사자격을 취득한 병역미필자들이 복무한다. 중위로 임관하여 대위로 전역한다.